# مصداقية تصريحات دونالد ترامب

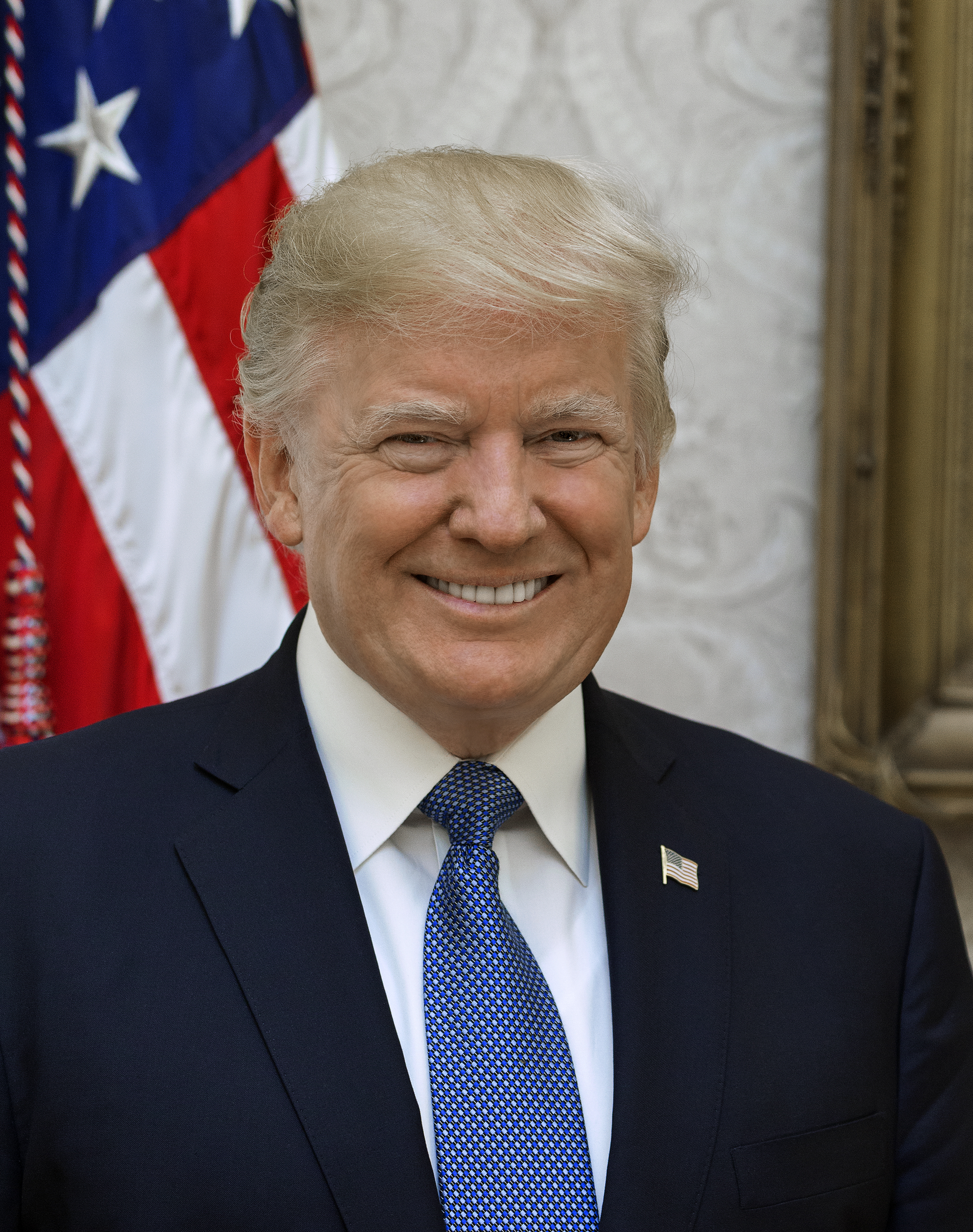
الرئيس الأمريكي دونالد ترمب.

قال دونالد ترمب الكثير من التصريحات الكاذبة أو المضللة، من بينها الآلاف خلال فترته الرئاسية. وصف معلقون ومتخصصون في التحقق من صحة الادعاءات هذه الظاهرة بأنها «غير مسبوقة» في السياسة الأمريكية، وأصبحت استمرارية هذه الأقوال المغلوطة جزءًا مميزًا لكل من أعماله وهويته السياسية. من المعروف عن ترمب أنه أدلى بالعديد من التصريحات المثيرة للجدل وأنكر قولها بعد ذلك، وبحلول يونيو 2019، كانت العديد من المنظمات الإخبارية قد بدأت تصف بعض هذه التصريحات المغلوطة بأنها أكاذيب. قالت صحيفة واشنطن بوست أن تكراره المستمر للادعاءات الكاذبة يشكل حملة قائمة على التضليل. حسب الكاتبة والصحفية نانسي لوتورنو، فإن امتهان الحقيقة أسلوب متعمد (تكتيك). خلال أول مئة يوم من رئاسة ترمب، بدأت صحيفة واشنطن بوست ركن تحقق من الحقائق يتتبع التصريحات غير الصحيحة أو المضللة، بقاعدة بيانات وصلت إلى 20,000 في 9 يوليو 2020.

## الصدق والسياسة
«من المسلمات أن السياسيين يكذبون»، وذلك حسب ما كتبته كارول ماكغراناهان في دورية أميريكان إثنولوجيست في عام 2017. ولكن «دونالد ترمب مختلف» عن بقية السياسيين وفق تصريحات ماكغرانهان، التي ذكرت دونالد ترمب بوصفه أكثر «كذاب فعال وضليع في أكاذيبه» حتى الآن من بين كل من شاركوا في السياسة الأمريكية. شعرت ماكغراناهان أن «تكرارية الكذب في السياسة، ودرجته وأثره، هي الآن في مستويات غير مسبوقة» وذلك نتيجةً لترمب.
صرح المؤرخ الرئاسي دوغلاس برينكلي من جامعة رايس أن الرؤساء السابقين للولايات المتحدة «كذبوا أو ضللوا البلاد» بالتأكيد، ولكن لم يكن أي منهم «كاذبًا متسلسلًا» كما هو حال ترمب. كتب دونل ستيرن في مقال نشره في دورية سايكوآناليتيك ديالوغز (حوارات التحليل النفسي) في 2019: «نحن نتوقع السياسيين أن يبالغوا في الحقائق. ولكن ترمب شيء آخر تمامًا»؛ لأن ترمب «يتخذ الكذب سياسةً له»، و«سيقول أي شيء» ليرضي مناصريه أو يرضي نفسه.
وصفت هايدي تاكسدال شيزت - في كتابتها لصالح معهد رويترز لدراسة الصحافة في عام 2017 - الأكاذيب بأنها كانت «دائمًا جزءًا مهمًّا من السياسة والتواصل السياسي». ولكن ترمب كان «يذكر أشياء غير حقيقية على نطاق غير مسبوق» في السياسة الأمريكية، سواءً خلال حملته الانتخابية أو خلال فترته الرئاسية. علقت هايدي أيضًا مصرحةً بعدم وجود أحد في السياسة الفرنسية يمكن مقارنته بترمب في تقديمه للمعلومات المغلوطة.
كتبت شيريل غيه ستولبيرغ في صحيفة نيويورك تايمز في عام 2017: «لطالما كانت الافتراءات (الفبركات) جزءًا من السياسة الأمريكية»، إذ كذب العديد من الرؤساء في السنوات الخمسين الأخيرة. ذكرت ستولبيرغ أن دوايت آيزنهاور كذب بشأن طائرة تجسس أمريكية أوقعت بإطلاق النار في أجواء الاتحاد السوفييتي، وكذب ليندون جونسون لتبرير سياسات الولايات المتحدة الأمريكية في فيتنام، وكذب بيل كلينتون لإخفاء علاقته الجنسية. في حين تستذكر ستولبيرغ أن ريتشارد نيكسون اتهم بالكذب في فضيحة ووترغيت، واتُّهم جورج دبليو. بوش بالكذب بشأن الحاجة لحرب العراق (ودونالد ترمب من بين الذين اتهموا بوش بالكذب). ولكن ستولبيرغ تقول إن «ترمب، كما يتفق المؤرخون والمستشارون من كلا الحزبين، يبدو إنه أخذ ما كانت تدعوه الكاتبة هانا أريندت «الصراع بين الحقيقة والسياسة» لمستوىً جديد غير مسبوق... يتاجر ترمب بالغلو والتضليل والتشويه بشكل شبه يومي».
شرح مارك باراباك من صحيفة لوس أنجلوس تايمز في عام 2017 أن الرؤساء الأمريكيين «من كل الانتماءات» ضللوا العامة فيما مضى، إما عن طريق الخطأ أو «بشكل مقصود تمامًا». ضرب باراباك أمثلةً كرونالد ريغان، الذي صرح كذبًا بأنه صور معتقلات الموت النازية، وباراك أوباما، الذي صرح كذبًا بقوله «إذا كنت تحب خطة الرعاية الصحية الخاصة بك، فيمكنك الاحتفاظ بها» وفق قانون الرعاية الصحية الأمريكي الذي وضعه. ولكن باراباك يقول إن «دارسي البيت الأبيض وبقية الطلاب الذين يدرسون الحكومة يتفقون على أنه لم يكن هناك رئيس سابق كدونالد ترمب، الذي لم يضاه أحد حجم أكاذيبه وتصريحاته المغلوطة ومبالغاته المتسلسلة».

## مسيرته التجارية
خلال سنوات من توسعة شركات أبيه لتطوير العقارات في مانهاتن في بداية السبعينيات من القرن العشرين، جذب ترمب انتباه نيويورك تايمز بسبب أسلوبه الفج والمثير للجدل، وقد لاحظ أحد خبراء العقارات في عام 1976 أن: «صفقاته دراماتيكية، ولكنها لم تتم. حتى الآن، المستفيد الأول من إبداعه هو صورته العامة». قال دير سكوت -المهندس المعماري البارز الذي صمم برج ترمب- عن ترمب في عام 1976: «إنه عنيف جدًّا عندما يبيع، ربما إلى حد الإفراط في البيع. كأن يقول إن مركز المؤتمرات هو الأكبر في العالم، مع أنه ليس كذلك. هو يبالغ في التضخيم بهدف إتمام البيع».
قال المهندس المعماري فيليب جونسون في عام 1984 إن ترمب كثيرًا ما كذب، مضيفًا: «ولكنه تضخيم صرف، أو مبالغة. لا يتعلق الأمر أبدًا بشيء مهم».
في عام 2018، نشر الصحفي جوناثان غرينبرغ تسجيلات صوتية من عام 1984، أكد فيها ترمب، منتحلًا صفة متحدثه الرسمي الخاص جون بارون، على الكثير من الادعاءات الكاذبة بامتلاكه ثروات كبيرة لتأمين ترتيب أعلى على قائمة فوربز 400 لأغنى الأمريكيين، ومن تلك الادعاءات أنه يمتلك أكثر من 90 بالمئة من شركات عائلته.
اقتبست مجلة جي كيو عام 1984 ادعاءه بامتلاك الحي الكامل في سنترال بارك ساوث والجادة السادسة في نيويورك (جادة الأمريكتين). ذكرت جي كيو أن المبنيين اللذين يمتلكهما ترمب في تلك المنطقة يشكلان على الأرجح أقل من سدس الحي.
في مقابلة عام 2005 مع مجلة غولف ماغازين، قال ترمب إنه تمكن شراء مارالاغو في عام 1985 عن طريق شراء الشاطئ أمامها أولًا، ثم إعلان خطط مزيفة لبناء بيوت كبيرة بين مارالاغو والمحيط.
قال آلير تاونسند، وهو مدير ميزانية سابق ونائب عمدة مدينة نيويورك خلال ثمانينيات القرن العشرين، وناشر سابق لأخبار كرينز نيويورك بزنس: «لن أصدق دونالد ترمب ولو كان لسانه موثقًا بالأختام». نسبت ليونا هيلمسلي لاحقًا هذه العبارة إلى نفسها عند حديثها عن ترمب في مقابلة مع مجلة بليبوي في نوفمبر 1990.
عندما انهارت سوق البورصة في أكتوبر 1987، أخبر ترمب الصحافة أنه باع كل أسهمه قبل شهر ولم يتلق أي خسائر. ولكن ملفات هيئة الأوراق المالية والبورصات الأمريكية أظهرت أنه كان لا يزال يمتلك حصصًا كبيرة في بعض الشركات. حسبت فوربز أن ترمب خسر 19 مليون دولار في المنتجعات ادلولية القابضة (ريزورتس إنترناشيونال) وحدها.
متحديًا تقديرات لثروته الصافية كان قد اعتبرها متدنية جدًّا، قال ترمب في عام 1989 إنه لم يكن عليه الكثير من الديون. ورد في تقارير رويترز إنه كان مدينًا بمبلغ 4 مليارات دولار لأكثر من 70 مصرفًا في بداية عام 1990.
بعد وفاة ثلاث مديرين تنفيذيين لكازينو ترمب في حادث مروحية عام 1989، ادعى ترمب أنه كان أيضًا على وشك الصعود في المروحية. أنكر نائب رئيس سابق لمنظمة ترمب هذا الادعاء بعد مرور 30 عامًا.
في عام 1997، قال بن بيرزين جونيور، الذي كانت مهمته استعادة جزء على الأقل من مبلغ المئة مليون دولار الذي أقرضه مصرفه لترمب: «خلال الفترة التي تعاملت فيها مع السيد ترمب، كنت أتفاجأ باستمرار باحترافه الأخلاقيات الظرفية» (أي تغيير القناعات الأخلاقية حسب الظرف) «لا يبدو أنه قادر على التفريق بين الحقيقة والخيال».
حقق ديفيد فارنثولد في التاريخ الطويل لادعاءات ترمب عن عطاءاته الخيرية ولم يجد ما يدل على صحة ادعاءاته. بعد تقارير فارنثولد، افتتح المدعي العام لنيويورك تحقيقًا في ممارسات مؤسسة دونالد جيه. ترمب لجمع التبرعات، وأصدر في النهاية «مذكرة انتهاك» تطلب من المؤسسة التوقف عن جمع الأموال في نيويورك. كان على المؤسسة الاعتراف بأنها مارست أفعالًا لمصلحتها الذاتية لصالح ترمب وعائلته وشركاته. حصل فارنثولد على جائزة بوليتزر للتقارير الوطنية لعام 2017 لتغطيته لعطاءات ترمب الخيرية المدعاة وإلقاء ظلال «الشك تجاه تأكيدات ترمب على كرمه مع المنظمات الخيرية».
ادعى ترمب في عام 1996 أنه راهن بمليون دولار في احتمالات 20-1 في مباراة لقب الوزن الثقيل في لاس فيغاس بين إيفاندر هوليفيلد ومايك تايسون. ذكرت لاس فيغاس سن أنه «في حين يحرص الجميع على عدم التصريح بأن ترمب كاذب»، لم يكن أحد ممن هم في منصب يتيح لهم معرفة هكذا رهان كبير على معرفة بهذا الأمر.
في مقالة بعنوان «دونالد ترمب المخادع يهزم جيري نادلر في لعبة سياسية» صدرت عام 1998 في نيويورك أوبزيرفّر، ذُكر أن «نادلر يصف ترمب بوضوح بأنه كاذب» مع اقتباس تصريح لنادلر يقول فيه: «حصل ترمب على 6 ملايين دولار]من الأموال الفدرالية[ بين ليلة وضحاها عندما لم يكن أحد على علم بالأمر» وذلك عن طريق دس حساب مخصص في فاتورة نقل فدرالية بقيمة 200 مليون دولار.
أكد ترمب أثناء ترويجه لجامعة ترمب بعد تأسيسها في عام 2004 أنه سينتقي بنفسه كل المعلمين. صرح مايكل سكستون، الرئيس السابق للمشروع، في عام 2012 أن ترمب لم يختر أيًّا من المعلمين.
في كتاب عام 2004 بعنوان الألعاب تهم بالفعل: الألمع والأفضل في أمريكا عن قوة الرياضات، ادعى ترمب أنه، ادعى ترمب أنه «رمى رمية الانتصار» حين لعبت مدرسته ضد ثانوية كورنوول في عام 1964، ليكتب في العناوين الرئيسية «ترمب يضرب لربح المباراة» في صحيفة محلية. بعد سنوات، اكتشف صحفي أن ثانوية ترمب لم تلعب ضد كورنوول في ذلك العام، ولم يصدر شيء من هذا القبيل في العناوين المحلية. (بل يذكر زميل له في الصف حادثةً منفصلة في الثانوية ضرب فيها ترمب الكرة بشكل سيئ وأساء اللاعبون لعبها، مرسلًا الكرة بالكاد فوق رأس الرجل الواقف على القاعدة الثالثة» ولكن ترمب أصر لاحقًا عليه: «أريدك أن تتذكر هذا: لقد رميت الكرة خارج الملعب!» كان الحدث في حقل تدريب، وليس في ملعب).
كثيرًا ما ظهر ترمب في صحف نيويورك الصفراء. تذكر سوزاني مولكاهي في حديثها عن مسيرتها المهنية مع ركن الصفح السادسة في نيويورك بوست في حديث لها مع فانيتي فير في عام 2004: «كتبت عنه مقدارًا معينًا، ولكنني كنت في الحقيقة أقعد وأندهش لكثر ما يكتب الناس عنه بطريقة ساذجة تمامًا. كان شخصيةً عظيمةً، ولكنه كان مليئًا بالترهات 90 بالمئة من الوقت» (أخبر ترمب المجلة: «أنا أتفق معها مئة بالمئة»).
خلال إدلائه بشهادة في دعوى تشهير قضائية أقامها عن ثروته، قال ترمب: «تتراوح ثروتي الصافية، وهي تصعد وتهبط مع الأسواق ومع السلوك والمشاعر، حتى مشاعري الشخصية... ويمكن أن يتغير هذا بشكل كبير من يوم لآخر».
قالت باربرا ريس، وهي نائبة رئيس تنفيذي في منظمة ترمب عملت لدى ترمب من عام 1978 حتى 1998: «كان يقول للموظفين أكاذيب سخيفة، وبعد فترة لم يعد أحد يصدق كلمة مما يقول».
بعد شراء نادي ترمب الوطني للغولف في عام 2009، أقام ترمب نصب نهر الدم التذكاري بين الحفرة الرابعة عشر والحفرة الخامسة عشر مع لوح مكتوب عليه وصف لدماء مصابي الحرب الأهلية التي صبغت النهر باللون الأحمر. لم يحدث هكذا أمر في هذا الموقع.

## في فن الصفقة
كتب توني شوارتز الصحفي والكاتب الخفي ترمب: فن الصفقة. في يوليو 2016 أجرت جين ماير مقابلة مع شوارتز في مقالتين لصالح مجلة النيويوركر. وصف فيهما ترمب، الذي كان مرشحًا رئاسيًا في ذلك الوقت، بأسلوب سلبي للغاية، ووصف كيف ندم على كتابة فن الصفقة. عندما كتب شوارتز كتاب فن الصفقة، ابتكر عبارة «الغلو الصادق» على أنها «تعبير ملطف متقن» لوصف «علاقة ترمب الفضفاضة مع الصدق». يقدم هذا المقطع من الكتاب السياق، مكتوبًا بصوت ترمب: «أنا أتلاعب بخيالات الناس... يريد الناس تصديق أن شيئًا ما هو الأكبر والأعظم والأكثر إثارة. أنا أسميها الغلو الصادق. إنه شكل بريء من المبالغة -وهو شكل فعال للغاية من أشكال الترويج».
قال شوارتز إن «الخداع» ليس أمرًا «بريئًا» أبدًا. وأضاف: «الغلو الصادق هو تناقض في المصطلحات. إنها طريقة للقول: إنها كذبة، ولكن من يهتم؟» وكرر شوارتز انتقاداته لبرنامج صباح الخير يا أمريكا، وريل تايم ويز بيل مار قائلًا إنه «وضع أحمر الشفاه على خنزير».
خوفًا من أن تؤثر المشاعر المعادية لألمانيا أثناء الحرب العالمية الثانية وبعدها تأثيرًا سلبيًا على أعماله، بدأ فريد ترمب في الادعاء بأنه من أصل سويدي. وتكرر هذا الافتراء من قبل نجل فريد دونالد للصحافة، وفي فن الصفقة، فقد ادعى أن جده، فريدريك ترمب، «جاء إلى هنا من السويد عندما كان طفلًا». في الكتاب نفسه، قال دونالد أيضًا إن والده ولد في نيو جيرسي. قال ترمب لاحقًا، «والدي ألماني. صحيح؟ ألماني. ولدت في مكان رائع جدا في ألمانيا، ولذا لدي شعور عظيم تجاه ألمانيا». والد ترمب من أصل ألماني ولكنه ولد في برونكس، نيويورك.

## هجمات 11 سبتمبر
في 11 سبتمبر 2001 بعد تدمير برج واحد على الأقل من أبراج مركز التجارة العالمي، أجرى ترمب مقابلة هاتفية مع محطة دبليو دبليو أو آر- تي في في نيويورك. قال: «40 وول ستريت كان في الواقع ثاني أطول مبنى في وسط مانهاتن، وقبل وجود مركز التجارة العالمي كان المبنى الأطول، لكن بعد بناء المركز أصبح يُعرف بأنه ثاني أطول مبنى، والآن هو الأطول». بمجرد انهيار البرجين التوأمين، أصبح مبنى ترمب المكون من 71 طابقًا في 40 وول ستريت ثاني أطول مبنى في مانهاتن السفلى، 25 قدمًا (7.6 متر) أقصر من المبنى الواقع في 70 شارع باين.
في تجمع حاشد في كولومبوس، أوهايو، في نوفمبر 2015 ، قال ترمب: «شقتي مطلة تحديدًا على مركز التجارة العالمي». وأضاف «وشاهدت هؤلاء يقفزون وشاهدت الطائرة الثانية تضرب... رأيت الطائرة الثانية تصطدم بالمبنى وقلت: واو هذا لا يصدق». في ذلك الوقت، كان ترمب يعيش في برج ترمب في وسط مدينة مانهاتن، على بعد أكثر من أربعة أميال (6 كم) من مكان وجود برجي مركز التجارة العالمي.

## الحملة الرئاسية 2016
روج ترمب لعدد من نظريات المؤامرة التي تفتقر إلى الدعم التجريبي. من بينها تلك المتعلقة بجنسية باراك أوباما منذ عام 2011. وتزعم هذه النظريات المعروفة باسم « بيرثر» أن أوباما لم يولد في الولايات المتحدة. في عام 2011 دفع ترمب البيت الأبيض للإفراج عن شهادة ميلاد أوباما «التفصيلية»، مع إثارة الشكوك حول شرعيتها، وفي عام 2016 اعترف بأن أوباما كان مواطنًا بالفطرة من هاواي. وفي وقت لاحق صرح زورًا أن هيلاري كلينتون هي من بدأت نظريات المؤامرة.
في سبتمبر 2015 أعاد موقع بوينغ بوينغ إنتاج مقالات صحفية منذ عام 1927، والتي ذكرت أن والد ترمب قد اعتقِل في ذلك العام في مسيرة كو كلوكس كلان، على الرغم من تسريحه. كان عنوان فريد ترمب بحسب قائمة مقالات متعددة في قائمة الحوادث (في جامايكا، كوينز)، والذي سُجل على أنه شاركه مع والدته في تعداد عام 1930 وإعلان زفاف عام 1936. اعترف ترمب، الذي كان حينها مرشحًا لمنصب رئيس الولايات المتحدة، لصحيفة نيويورك تايمز أن العنوان كان «المكان الذي عاشت فيه جدتي ووالدي، في وقت مبكر». ثم عندما سُئل عن قصة عام 1927، أنكر أن والده عاش في ذلك العنوان، وقال إن الاعتقال «لم يحدث أبدًا»، و «لم توجه الاتهامات لأحد».
في غضون ستة أشهر من إعلان ترمب عن حملته الرئاسية، أعلن موقع FactCheck.org أن ترمب «ملك الكذبات الكبيرة»، وصرح: «على مدار 12 عامًا من وجود FactCheck.org، لم نشهد أبدًا نظيرًا له. فهو يبرز ليس فقط لعدد ادعاءاته الكاذبة الوقائعية فحسب، بل وأيضًا لرفضه الصارخ الاعتراف بالخطأ عندما يثبت خطأه».
في عام 2016 أشار ترمب إلى أن والد تيد كروز متورط في اغتيال جون كينيدي. ادعى أيضًا أنه خسر التصويت الشعبي في انتخابات عام 2016 فقط بسبب «الملايين» من الناخبين غير الشرعيين.
خلال حملته الانتخابية، ادعى ترمب أن والده، فريد ترمب، أعطاه «قرضًا صغيرًا قدره مليون دولار»، استخدمه لبناء «شركة تزيد قيمتها أكثر من 10 مليارات دولار»، ونفى ادعاء ماركو روبيو بأنه ورث 200 مليون دولار من والده. عرضت صحيفة نيويورك تايمز استنتاجًا في أكتوبر 2018 عن الشؤون المالية لفريد ودونالد ترمب مفاده أن دونالد «كان مليونيرًا في سن الثامنة» وأنه تلقى 413 مليون دولار (معدلة للتضخم) من إمبراطورية أعمال والده على مدار حياته، بما في ذلك أكثر من 60 مليون دولار (140 مليون دولار بعملة 2018) في شكل قروض غير مسددة.
زعم ترمب مرارًا وتكرارًا أثناء حملته الانتخابية في عام 2015 أن معدل البطالة الفعلي الذي يبلغ نحو 5% «لا يعكس (الواقع) ... لقد رأيت أرقامًا تصل إلى 24%، لقد رأيت بالفعل نسبة بطالة تبلغ 42%». صنفت بوليتيفاكت هذا الادعاء بأنه «كارثي»، بحسب تصنيفها لأكثر الأكاذيب فظاعة. قال جيريمي آدم سميث، الذي كتب لمجلة غريتر غود، إن أكاذيب ترمب قد تكون «أكاذيب زرقاء»، «تُقال نيابة عن مجموعة، والتي يمكن أن تقوي الروابط بين أعضاء تلك المجموعة». ونتيجة لذلك، افترض أن خيانة ترمب لن تجعله يفقد دعم قاعدته السياسية، حتى حين «يثير حفيظة الجميع تقريبًا ويربكهم».
في نوفمبر 2015 أفاد أندرو كازينسكي من بازفيد نيوز أن ترمب، على الرغم من ادعائه أن لديه أفضل ذاكرة في العالم، كان لديه في الواقع تاريخ «نسيان ملائم» للأشخاص أو المنظمات بطرق تفيده. في يوليو 2016 أشارت ليندا كيو من بوليتيفاكت أيضًا إلى أنه على الرغم من تفاخر ترمب بذاكرته، «يبدو أنه يعاني من نوبات فقدان الذاكرة عندما يتعلق الأمر بتصريحاته». استشهد كل من كازينسكي وكيو بأمثلة على تصريح ترمب بأنه لا يعرف شيئًا عن زعيم كو كلوكس كلان السابق ديفيد دوك، على الرغم من تصريحاته السابقة التي أظهرت أنه يعرف بوضوح من هو دوك.

### جدار الحدود مع المكسيك
خلال حملته الانتخابية وفي فترة رئاسته، ادعى الرئيس ترمب مرارًا وتكرارًا أنه «سيبني الجدار ويجعل المكسيك تدفع ثمنه». قال رئيس المكسيك إنريكي بينيا نييتو إن بلاده لن تدفع ثمن الجدار، وفي النهاية لم تفعل ذلك أبدًا. على الرغم من أنه ليس من غير المألوف عدم نجاح الوعد في الحملة الانتخابية، لكن إصرار ترمب على أن تدفع المكسيك ثمن ذلك كان عنصرًا أساسيًا في حملته واستمر لسنوات بعد ذلك. في مؤتمر العمل السياسي المحافظ في فبراير 2020، كرر ترمب مجددًا أن المكسيك ستدفع ثمن الجدار، قائلًا: «المكسيك تدفع ثمنه وثمن كل شيء -إنه أفضل من الجدار الذي كان متوقعًا».

## وصلات خارجية
محفوظات مدقق الحقائق
- Donald Trump at بوليتيفاكت.كوم
- Donald Trump at FactCheck.org
- Donald Trump at واشنطن بوست
- Donald Trump at تورونتو ستار
- Fact Checker's searchable ongoing database, واشنطن بوست

البحث الأكاديمي
- A personal model of trumpery: Deception detection in a real-world high-stakes setting, جامعة إراسموس روتردام
- Trump's lying seems to be getting worse. Psychology suggests there's a reason why, كلية لندن الجامعية
- How President Trump's Lies Are Different From Other People's, جامعة كاليفورنيا (سانتا باربرا)